# Алфред Хейлс
Алфред Артър Грийнуд Хейлс (на английски: Alfred Arthur Greenwood Hales) е австралийски писател и военен кореспондент, участник в Илинденско-Преображенското въстание в 1903 година.

## Биография
Алфред Хейлс е роден на 21 юли 1860 година в Кент Таун, Аделаида, Австралия. През 1890 година публикува първата си книга „Странстванията на едно обикновено дете“ (The Wanderings of a Simple Child) за житейския си опит дотогава. Пише периодично статии и издава няколко собствени вестници. По време на Втората бурска война в Южна Африка Алфред Хейлс е военен кореспондент на „Дейли Нюз“, но е ранен и до края на войната е в плен на бурите.
През 1900 година издава „Картини от Войната в Южна Африка“ (Campaign Pictures of War in South Africa), следва романът „Дрискъл, кралят на скаутите“ (Driscoll, King of Scouts, 1901) и „МакГлъски“ (McGlusky, 1902).
След това Хейлс се включва в четата на генерал Иван Цончев на Вълховния македоно-одрински комитет. Като кореспондент предава серия репортажи за революционното движение в Македония и отразява бойните действия по време на Илинденско-Преображенското въстание от 1903 година. Участва в сражения в Горноджумайско и по долината на Струма.
В периода 1904 – 1905 година Алфред Хейлс прави репортажи за Руско-японската война, а след нея изнася лекции в Англия, Южна Африка, Австралия и Южна Америка. При началото на Първата световна война работи като военен кореспондент във Франция и Италия, сприятелява се с Пепино Гарибалди, но два пъти му е отказано да се включи в армията. През 1918 година публикува „Където ангелите се страхуват да стъпят“ (Where Angels Fear to Tread).
След края на войната Хейлс се установява в Англия и продължава да пише, като творбите му придобиват по-голяма популярност. Алфред Хейлс умира на 29 декември 1936 година в Англия. Женен е два пъти – през 1911 и 1920 година, и има четирима сина и дъщеря от първия брак.